# Bani Mallal-Chunajfira
Bani Mallal-Chunajfira (arab. ‏بني ملال-خنيفرة‎, Banī Mallāl-Ḫunayfira; fr. Béni Mellal-Khénifra) – region administracyjny w Maroku, w środkowej części kraju. W 2024 roku liczył ok. 2,5 mln mieszkańców. Siedzibą regionu jest Bani Mallal.
Dzieli się na pięć prowincji:
- prowincja Al-Fakih Bin Salih
- prowincja Azilal
- prowincja Bani Mallal
- prowincja Chunajfira
- prowincja Churibka